# Луканова Тетяна
Тетяна Лука́нова (народилася 30 березня 1963 в смт. Козацьке Херсонська область, Бериславський район — померла 28 серпня 2012 біля Умані) — українська співачка, Заслужена артистка України, учасниця другого сезону шоу Голос країни. Учасниця пісенного фестивалю Юрмала 1989 року.

## Біографія
Дитинство та юність пройшли на Херсонщині. Закінчила музичну школу та училище по класу флейти. Початок своєї професійної діяльності почала в м. Скадовськ, Херсонської області. Була провідним солістом Скадовського Будинку Моряків та була в складі гурту «Меридіан». Згодом брала участь у різноманітних музичних конкурсах і фестивалях, в 1989 році представила Україну на пісенному конкурсі у Юрмалі з піснями «Червона троянда» та «Квітка ромена». В шоу-бізнесі відома, як виконавиця романсів та власних пісень. Пізніше Тетяна знайомиться з Іриною Білик, спільно з якою вони записують кліп «Ми українці».
З 2000 року працювала на Бек-вокалі у Ірини Білик.
У 2011 році брала участь у другому сезоні пісенного шоу Голос країни. Потрапила до команди Діани Арбеніної. На сліпому прослуховуванні виконала пісню Алли Пугачової «А напоследок я скажу».
Займалася озвучуванням кінострічок та реклами.
28 серпня 2012 року загинула в автокатастрофі на Одеській трасі поблизу міста Умань. Автомобіль «Хюндай», за кермом якого перебувала Тетяна зіштовхнувся з мікроавтобусом.

## Пісні
- «Червона троянда» (1989)
- «Квітка ромена» (1989)
- «Дихає ніч» (1999) Слова: Галина Калюжна, музика: Наталя Кукульська
- «Забудеш» (2005)
- Саундтрек до фільму «Це я»

## Переспіви
- Всегда быть вместе не могут люди
- Дуэт Елены и Маклая (виконано спільно з Юрієм Ковальчуком у мюзиклі «Екватор»)
- Не уходи
- Я піду в далекі гори
- Saving all my love for you (кавер Вітні Хьюстон)
- А напоследок я скажу